# طباعة المحارف المنضدة
طباعة المحارف المنضدة أو فن الطباعة أو الطباعة أو التنضيد الطباعي أو طباعة الأحرف أو فن صياغة الحروف (بالفرنسية القديمة: typographie) هو فن وأسلوب ترتيب اللغة المكتوبة لجعلها مرئية وساهلة قراءة وجاذبة.
ترتيب الحروف يشمل كل من اختيار عائلة الخط وحجم وطول الخط والمسافة بين السطور وبين الحروف وحتى تعديل المسافة بين زوجين من الحروف والوصلات الأبجدية. وتصميم الخطوط فن وثيق الصلة، حتى يعتبر جزءا من فن صياغة الحروف. وفن صياغة الحروف قد يستعمل في الزخرفة، بدون علاقة ببلاغ المعلومات.
يختصر في كونه وسيلة تبين مدى الحس الفني لدى المصمم. ويعتمد فيه على استخدام الحروف غالبا، ليخرج المصمم لوحه فنية معبرة تتكون من حروف وجمل مرتبطة بالشكل المرسوم. وإن كانت الحروف أصعبها نظرا لوجود النقط على الحروف. يعتمد لذلك على تكرار الحروف والجمل بشكل جمالي بسيط، واستخدام أحجام مختلفة من الحروف والكلمات.

## تسمية
المصطلح اللاتيني، "typographia" أي تيبوغرافيا، وُجِد أول مرة في فرنسا في القرن السابع عشر، وهو مشتق من كلمتين يونانيتين قديمتين وهما: τύπος «توبوس» ومعناها «دس» أو «تثقيب» + γραφία (غرافيا) ومعناها «علامة» أو «طبعة» أو «صورة» وهي صيغة من γραφή (غرافي) ومعناها «كتابة.»